# 252 (число)
252 (Дві́сті п'ятдеся́т оди́н) — натуральне число між 251 та 253.
- 252-й день у році — 9 вересня (у високосний рік — 8 вересня).

## У математиці
- 252 — є парним тризначним числом.
- 252 — є число-перевертень

- Сума цифр цього числа — 9;
- Добуток цифр цього числа — 20;
- Квадрат числа 252 — 63504;

- Утворене сумою шести послідовних простих чисел (252 = 31 + 37 + 41 + 43 + 47 + 53)

- Належить до чисел харшад;
- Належить до двійкової послідовності Морзе-Туе;
- Належить до трикутника Паскаля;
  - центральний біноміальний коефіцієнт {\displaystyle {\tbinom {10}{5}}}, найбільший, що ділиться на всі коефіцієнти в попередньому рядку[1]

## В інших галузях
- 252 рік
- 252 до н. е.
- В Юнікоді 00FB16 — код для символу «Ü» (Latin Small Letter U With  Умлаут).

## Цікавинки
- NGC 252 — галактика типу S0-a у сузір'ї Андромеда;
- 252 Клементіна (252 Clementina) — астероїд головного поясу, відкритий 11 жовтня 1885 року у Ніцці.
- Київська спеціалізована школа № 252 імені Василя Симоненка з поглибленим вивченням української мови — м. Київ[2]